# 한국여자프로농구 2011-12
2010-2011 신세계·이마트 한국여자프로농구는 한국여자프로농구의 22번째 시즌이다. 단일리그로 치러진 네번째 시즌이다. 2011년 10월 14일에 개막했으며 2012년 3월 30일까지 진행되었다.

## 변경된 점
- 팀당 샐러리캡(총 연봉상한선)이 10억원에 12억원으로 인상되었다.[1]

## 정규리그
정규리그는 2011년 10월 14일에 개막되어 2012년 3월 11일까지 진행되었다. 안산 신한은행 에스버드가 정규리그 6연패를 달성했다.
| 순위 | 팀                     | 경기 | 승 | 패 | 승차 | 참가 자격 및 강등 |
| ---- | ---------------------- | ---- | -- | -- | ---- | ----------------- |
| 1    | 안산 신한은행 에스버드 | 40   | 29 | 11 | —    | 플레이오프 진출   |
| 2    | 구리 KDB생명 위너스    | 40   | 24 | 16 | 5    | 플레이오프 진출   |
| 3    | 청주 KB 스타즈         | 40   | 23 | 17 | 6    | 플레이오프 진출   |
| 4    | 용인 삼성생명 비추미   | 40   | 21 | 19 | 8    | 플레이오프 진출   |
| 5    | 춘천 우리은행 한새     | 40   | 16 | 24 | 13   |                   |
| 6    | 부천 신세계 쿨캣       | 40   | 7  | 33 | 22   |                   |

## 포스트시즌
플레이오프는 3월 10~12일에 걸쳐 진행되었고, 챔피언 결정전은 3월 16~20일에 걸쳐 진행되었다.
|  | 플레이오프 5판 3승제 | 플레이오프 5판 3승제   | 플레이오프 5판 3승제 |                     |   | 챔피언 결정전 5판 3승제 | 챔피언 결정전 5판 3승제 | 챔피언 결정전 5판 3승제 |  |
|  |                      |                        |                      |                     |   |                         |                         |                         |  |
|  | 1                    | 안산 신한은행 에스버드 | 3                    |                     |   |                         |                         |                         |  |
|  | 1                    | 안산 신한은행 에스버드 | 3                    |                     |   |                         |                         |                         |  |
|  | 4                    | 용인 삼성생명 비추미   | 1                    |                     |   |                         |                         |                         |  |
|  | 4                    | 용인 삼성생명 비추미   | 1                    |                     | 1 | 안산 신한은행 에스버드  | 3                       |                         |  |
|  |                      |                        |                      |                     | 1 | 안산 신한은행 에스버드  | 3                       |                         |  |
|  |                      |                        | 2                    | 구리 KDB생명 위너스 | 0 |                         |                         |                         |  |
|  | 2                    | 구리 KDB생명 위너스    | 2                    | 구리 KDB생명 위너스 | 0 | 3                       |                         |                         |  |
|  | 2                    | 구리 KDB생명 위너스    |                      |                     |   |                         |                         |                         |  |
|  | 3                    | 청주 KB 스타즈         | 1                    |                     |   |                         |                         |                         |  |

## 수상

### 정규리그 시상
정규리그 시상식은 플레이오프 미디이데이와 같은 날 개최되며, 통계에 의한 부문과 기자단 투표에 의한 투표에 의한 부문으로 나뉘어 시상이 진행된다.

#### 통계에 의한 부문
| 부문                   | 선수   | 팀                     | 기록    |
| ---------------------- | ------ | ---------------------- | ------- |
| 득점상                 | 김정은 | 부천 신세계 쿨캣       | 17.73점 |
| 3점 득점상             | 한채진 | 구리 KDB생명 위너스    | 81개    |
| 3점 야투상             | 한채진 | 구리 KDB생명 위너스    | 38.76%  |
| 2점 야투상             | 하은주 | 안산 신한은행 에스버드 | 67.77%  |
| 자유투상               | 최윤아 | 춘천 우리은행 한새     | 87.29%  |
| 리바운드상             | 신정자 | 구리 KDB생명 위너스    | 12.51개 |
| 어시스트상             | 김지윤 | 부천 신세계 쿨캣       | 6.4개   |
| 스틸상                 | 한채진 | 구리 KDB생명 위너스    | 2.2개   |
| 블록상                 | 정선화 | 청주 KB 스타즈         | 1.46개  |
| 윤덕주상 (최고 공헌도) | 신정자 | 용인 삼성생명 비추미   | 1535.7  |

#### 투표에 의한 부문
| 상             | 수상자 | 팀                     |
| -------------- | ------ | ---------------------- |
| 최우수선수상   | 신정자 | 용인 삼성생명 비추미   |
| 신인선수상     | 이승아 | 춘천 우리은행 한새     |
| 우수수비선수상 | 신정자 | 부천 신세계 쿨캣       |
| 식스우먼상     | 김연주 | 구리 KDB생명 위너스    |
| 모범선수상     | 박태은 | 용인 삼성생명 비추미   |
| 지도상         | 임달식 | 안산 신한은행 에스버드 |
| 미디어스타상   | 이경은 | 구리 KDB생명 위너스    |
| 기량발전상     | 이선화 | 용인 삼성생명 비추미   |

WKBL 베스트 5:
- G 김지윤, 부천 신세계 쿨캣
- G 최윤아, 안산 신한은행 에스버드
- F 김단비, 안산 신한은행 에스버드
- F 변연하, 청주 KB 스타즈
- C 신정자, 구리 KDB생명 위너스

### 라운드별 MVP, MIP
라운드별 MVP와 MIP는 기자단 투표에 의해 시상이 진행된다.
| 라운드  | MVP                             | MIP                             |
| ------- | ------------------------------- | ------------------------------- |
| 1라운드 | 신정자 (구리 KDB생명 위너스)    | 이승아 (춘천 우리은행 한새)     |
| 2라운드 | 강영숙 (안산 신한은행 에스버드) | 이연화 (안산 신한은행 에스버드) |
| 3라운드 | 김단비 (안산 신한은행 에스버드) | 배혜윤 (춘천 우리은행 한새)     |
| 4라운드 | 신정자 (구리 KDB생명 위너스)    | 원진아 (구리 KDB생명 위너스)    |
| 5라운드 | 신정자 (구리 KDB생명 위너스)    | 이선화 (용인 삼성생명 비추미)   |
| 6라운드 | 변연하 (천안 KB 세이버스)       | 김진영 (구리 KDB생명 위너스)    |
| 7라운드 | 김단비 (안산 신한은행 에스버드) | 박태은 (용인 삼성생명 비추미)   |
| 8라운드 | 신정자 (구리 KDB생명 위너스)    | 고아라 (춘천 우리은행 한새)     |